# Cantón de Dinard
El cantón de Dinard era una división administrativa francesa, que estaba situada en el departamento de Ille y Vilaine y la región de Bretaña.

## Composición
El cantón estaba formado por seis comunas:
- Dinard
- La Richardais
- Le Minihic-sur-Rance
- Pleurtuit
- Saint-Briac-sur-Mer
- Saint-Lunaire

## Supresión del cantón de Dinard
En aplicación del Decreto nº 2014-177 de 18 de febrero de 2014, el cantón de Dinard fue suprimido el 22 de marzo de 2015 y sus 6 comunas pasaron a formar parte del nuevo cantón de Saint-Malo-2.